# René Vallery-Radot
René Vallery-Radot (Parigi, 1º ottobre 1853 – Parigi, 23 gennaio 1933) è stato uno scrittore e biografo francese.

## Biografia
Figlio del critico letterario e bibliotecario del Louvre Vallery Radot e della moglie Rosella Guiard (nipote di Eugène Sue e Gabriel-Marie Legouvé), René Vallary-Radot nacque a Parigi nel 1853 e studiò al Collège de l'Immaculée-Conception di Vaugirard prima di intraprendere gli studi forensi. Nel 1875 esordì nel panorama letterario con Journal d'un volontaire d'un an au 10e de ligne, che gli valse il primo di tre Prix Montyon assegnatogli dall'Académie française; avrebbe vinto nuovamente il premio nel 1881 per L'Étudiant d'aujourd'hui e nel 1889 per la sua biografia di Madame de Sévigné.
Lavorò come segretario di François Buloz dal 1876 e poi di Charles de Freycinet dal 1879. Nello stesso anno sposò Marie-Louise Pasteur, figlia del fondatore della microbiologia Louis Pasteur; la coppia avrebbe avuto due figli, Camille e il politico Louis Pasteur Vallery-Radot. Fu proprio Pasteur il soggetto della sua prima biografia di grande successo, Histoire d'un savant par un ignorant (1883), seguita nel 1900, dopo la morte del suocero, da La Vie de Pasteur, tradotta in diverse lingue, tra cui l'italiano e l'inglese. L'anno dopo fu candidato al Premio Nobel per la letteratura da un gruppo di intellettuali francesi che annoverava Gabriel Hanotaux, Albert Sorel, Sully Prudhomme e Henri Lavedan.
Nel 1914 fondò la Société des amis des soldats aveugles, che diresse fino al 1918; dal 1917 e la morte fu presidente del consiglio di amministrazione dell'Istituto Pasteur.

## Opere
- (FR) Journal d'un volontaire d'un an au 10e de ligne, Hetzel, 1875.
- (FR) Souvenirs littéraires, Georges Chamerot, 1877.
- (FR) L'Étudiant d'aujourd'hui, Hetzel, 1881.
- (FR) M. Pasteur. Histoire d'un savant par un ignorant, Hetzel, 1883.
- (FR) Madame de Sévigné, 1889.
- (FR) Vues de Constantinople, depuis Chateaubriand jusqu'à Loti, 1892.
- (FR) Un coin de Bourgogne (Le Pays d'Avallon), Paul Ollendroff, 1893.
- (FR) La Vie de Pasteur, Hachette, 1900.

 La vita di Pasteur, Aurora, 1936.
- (FR) Madame Pasteur, Marion, 1913.
- (FR) Le Duc d’Aumale, 1922.